# Virgil Abloh

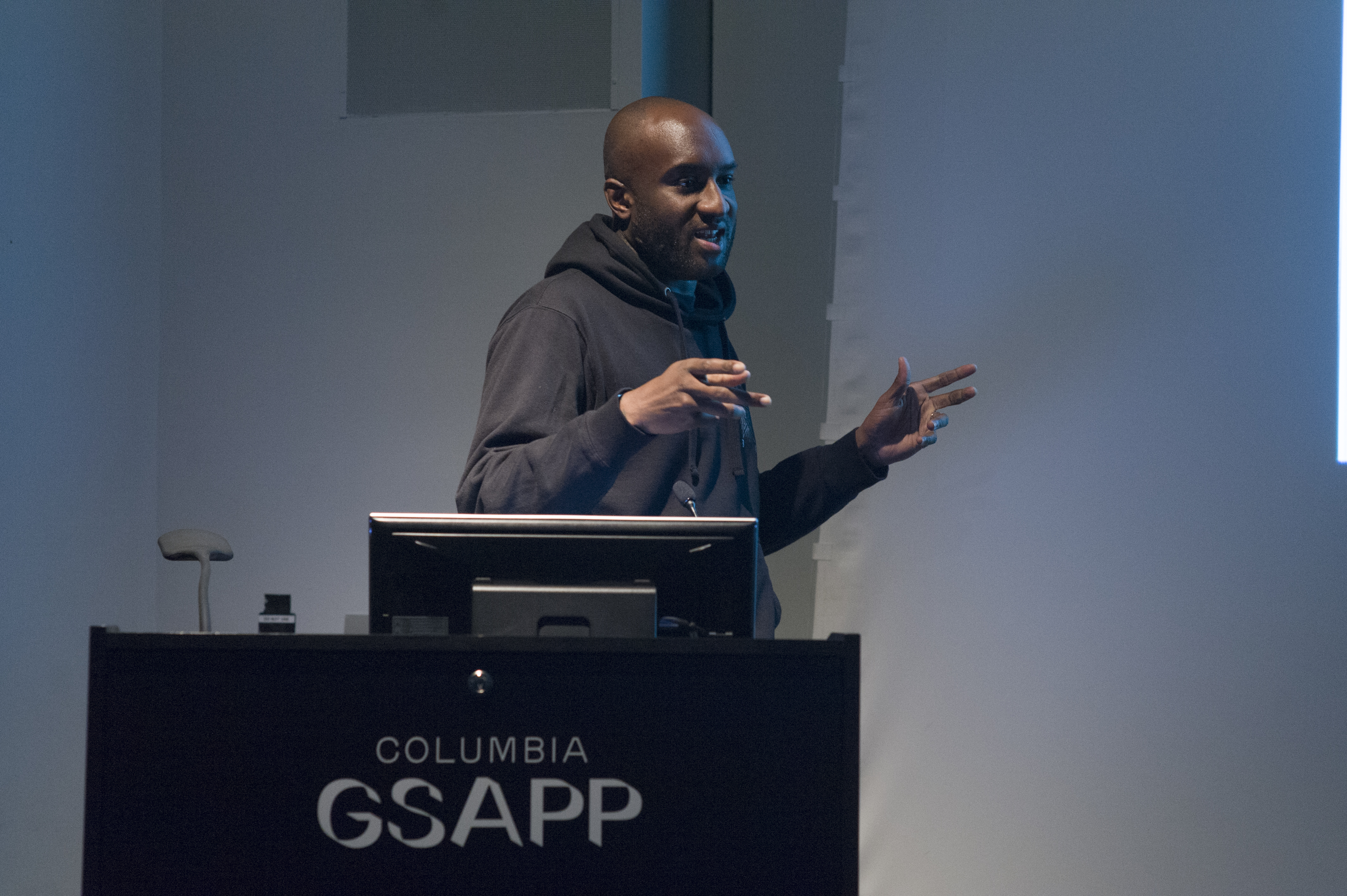
Abloh bij de GSAPP in 2017

Virgil Abloh (Rockford (Illinois), 30 september 1980 – Chicago, 28 november 2021) was een Amerikaans ingenieur, architect, beeldend kunstenaar, modeontwerper en dj. Hij werd vooral bekend door zijn invloed in de streetwear-mode.

## Levensloop

### Jeugd en opleiding
Abloh groeide op in Rockford, Illinois, en studeerde civiele techniek aan de Universiteit van Wisconsin-Madison. Daarna behaalde hij een masterdiploma in architectuur aan het Illinois Institute of Technology.

### Carrière
In 2009 begon Abloh zijn carrière in de modewereld met een stage bij Fendi, waar hij nauw samenwerkte met Kanye West. Kort daarna werd hij creatief directeur van Wests bureau Donda, en ontwierp hij onder andere de merchandising voor Wests tours. Zijn eigen label, 'Off-White', richtte hij op in 2012, waarmee hij streetwear en luxe mode combineerde. Zijn opvallende ontwerpen maakten hem snel tot een belangrijke speler binnen de mode-industrie.
Louis Vuitton benoemde Abloh in 2018 tot artistiek directeur van de mannencollecties, waarmee hij de eerste zwarte ontwerper werd op zo'n hoge positie binnen het Franse modehuis. Daarnaast werkte hij samen met merken zoals IKEA en ontwierp hij voor het Louvre-museum. Ook experimenteerde hij met beeldende kunst en sculpturen.
Abloh overleed op 28 november 2021 in Chicago aan de gevolgen van cardiale angiosarcoom, een zeldzame vorm van kanker. Hij werd 41 jaar oud.

## Erkentelijkheden
- 2018 - 100 most influential people in the world (Time Magazine)
- 2019 - Expo Figures of Speech, Tentoonstelling in het Museum of Contemporary Art te Chicago

- CiNii: DA19456188
- Gemeinsame Normdatei: 1169164560
- International Standard Name Identifier: 0000 0004 8518 045X
- Library of Congress Control Number: no2019000015
- MusicBrainz: d1b04ab5-94e9-4130-96f0-e59dfa66555e
- Bibliotheek van het Japanse parlement: 001315699
- Nederlandse Thesaurus van Auteursnamen: 433209313
- Système universitaire de documentation: 257707239
- Union List of Artist Names: 500778520
- Virtual International Authority File: 3243154015351209310009
- WorldCat: E39PBJjMCqfBCrh6Rh8bpgMkjC